# Hôtel Coppieters 't Wallant
L'hôtel Coppieters 't Wallant est un hôtel particulier situé à Bruges.

## Localisation
L'hôtel particulier est situé au Sint-Jansstraat (nl) 13 à Bruges.

## Historique
Le manoir primitif est  construit sur une cour vers 1300. Au XVe siècle, l'ancienne maison est agrandie avec un volume de construction presque aussi important. 
Le manoir classique tardif actuel est le résultat d'une conversion en 1840 de deux maisons médiévales, commandées par Jean-Baptiste Coppieters 't Wallant.